# Vinohradská záložna (budova)
Budova bývalé Vinohradské záložny se nachází na rohu ulic Jugoslávská a Londýnská v pražských Vinohradech. Šestipatrový funkcionalistický palác v městské zástavbě zde využívá jedna z bank, které v Česku působí.

## Historie
Palác vznikl v letech 1930 až 1933 na místě řadových domů z let 1886 až 1887. Vznikl podle návrhu architekta Jaroslava Kabeše a Václava Vejrycha. Funkcionalistická stavba má šest pater a rohové průčelí, které tvoří čtvrtkruhové nároží vymezené dvěma pylony, mezi nimiž se ve vyšších patrech nacházejí balkony, fasáda je zčásti obložena dekorativním kamenem. Při výstavbě paláce bylo nezbytné dbát na stabilitu podloží, neboť pod ním vedou vinohradské tunely. Podle stylu této stavby měly být upraveny i fasády sousedících domů, které rovněž patřily Vinohradské záložně, tento plán však nebyl realizován. Po znárodnění byla budova převedena do správy České spořitelny.
Palác byl v letech 1994 až 1999 rekonstruován.